# Natuurpark Aizkorri-Aratz

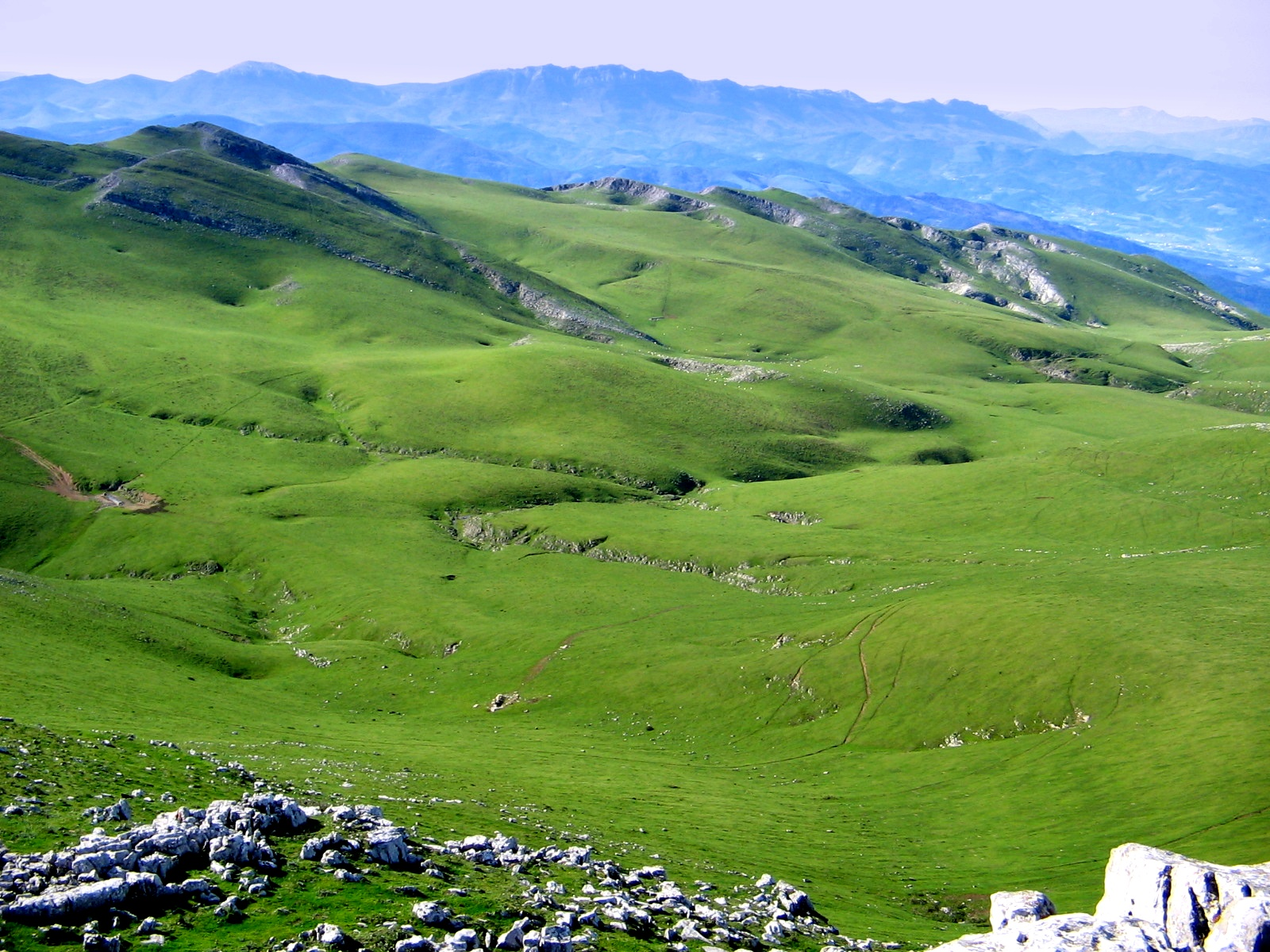

Het Natuurpark Aizkorri-Aratz (Spaans: Parque natural de Aizkorri-Aratz/Baskisch: Aizkorri-Arazko natura parkea) is een natuurpark in Baskenland in Spanje. Het natuurpark werd opgericht in 2006 en is 15919 hectare groot. Het natuurpark omvat gebergte, loofbossen en weiden.